# Wolfgang Petritsch

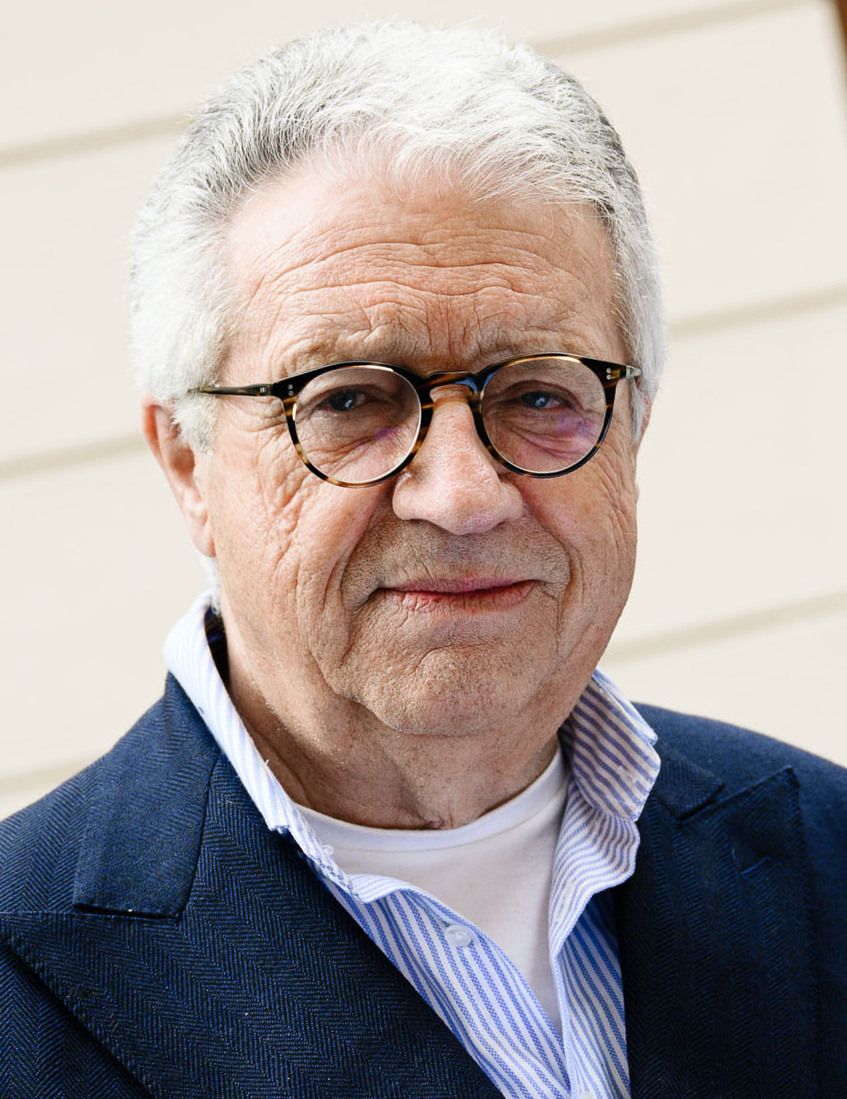
Wolfgang Petritsch (2023)

Wolfgang Petritsch (* 26. August 1947 in Klagenfurt) ist ein österreichischer Diplomat und Politiker (SPÖ). Petritsch galt als Österreichs Spitzendiplomat, und war unter anderem EU-Chefverhandler und -Sonderbeauftragter sowie zwischen 1999 und 2002 seitens der UNO Hoher Repräsentant für Bosnien und Herzegowina.
Wolfgang Petritsch war Vertrauter von Bruno Kreisky und wurde im Laufe seiner Laufbahn seitens der SPÖ als Außenminister und als Kandidat für die Bundespräsidentenwahl sowie 2019 als Übergangsminister ins Spiel gebracht.
Er gilt als Außenpolitikexperte mit dem Schwerpunkt Südosteuropa.

## Leben

### Herkunft und Ausbildung
Wolfgang Petritsch ist ein Angehöriger der slowenischsprachigen Volksgruppe von Kärnten und wuchs als Sohn von Wirtsleuten in Glainach auf. Er studierte Geschichte, Germanistik, Politikwissenschaft und Recht an der Universität Wien, an der er 1972 promovierte.
Petritsch spricht fließend Deutsch, Slowenisch, Bosnisch, Kroatisch, Serbisch, Englisch und Französisch.

### Karriere
Wolfgang Petritsch war von 1977 bis 1983 Sekretär und Pressesprecher von Bundeskanzler Bruno Kreisky, über den er im Jahre 2010 eine Biographie, und 2019 ein weiteres Buch veröffentlichte.
Zwischen 1984 und 1992 fungierte er als Direktor der Österreichischen Presse und Information Servicestelle in den Vereinigten Staaten, sowie als Bevollmächtigter Minister (Ministre plénipotentiaire) an Österreichs permanenten Mission bei den Vereinten Nationen (Permanent Mission of Austria to the United Nations New York) in New York.

#### Internationaler Spitzendiplomat
Während seiner Zeit als österreichischer Botschafter in Belgrad (1997 bis 1999) wurde Wolfgang Petritsch zum EU-Sonderbeauftragten für den Kosovo ernannt. Als solcher war er 1999 EU-Chefverhandler bei den Friedensverhandlungen von Rambouillet und Paris. Als Hoher Repräsentant für Bosnien und Herzegowina (1999 bis 2002) leitete er die zivile Implementation des Friedensvertrags von Dayton.

#### Weitere diplomatische Stationen
Wolfgang Petritsch kandidierte bei der Nationalratswahl 2002 für die SPÖ und wäre im Falle eines Wahlsieges als Außenminister vorgesehen gewesen. Bereits vor dem Wahlgang wurde er zum österreichischen Botschafter bei den Vereinten Nationen in Genf ernannt; auf diesem Posten verblieb er bis Anfang 2008.
Zwischen 2008 und 2014 war Wolfgang Petritsch als Botschafter Leiter der ständigen Vertretung Österreichs bei der OECD in Paris.

#### Nach dem Diplomatischen Dienst
Nach seiner Pensionierung vom diplomatischen Dienst lehrte Wolfgang Petritsch 2013/14 an der Harvard University. Seitens der SPÖ wurde er auch als Kandidat für die Nachfolge von Heinz Fischer als Bundespräsident ins Spiel gebracht.
Aktuell ist Wolfgang Petritsch Präsident der Austrian Marshall Plan Foundation in Wien. 2019 wurde Wolfgang Petritsch seitens der SPÖ als Minister für die Übergangsregierung ins Spiel gebracht. Seit 2022 fungiert er als in der Nachfolge von Caspar Einem als Präsident des Österreichischen Instituts für internationale Politik in Wien.

### Auszeichnungen
- 2002 erhielt Wolfgang Petritsch von der Israelitischen Kultusgemeinde Wien die Friedrich Torberg-Medaille.
- Im Oktober 2002 wurde er Ehrenbürger seiner Heimatstadt Ferlach in Kärnten.[7]
- Am 23. Februar 2007 wurde er im Europäischen Gerichtshof für Menschenrechte mit dem Europäischen Menschenrechtspreis ausgezeichnet.
- 2013 verlieh ihm der österreichische Kunstminister Josef Ostermayer das Ehrenkreuz für Wissenschaft und Kunst I. Klasse.
- 2013 wurde er Ehrendoktor der Alpen-Adria-Universität Klagenfurt.
- Goldenes Ehrenzeichen des Landes Kärnten (2022)[8]

## Publikationen (Auswahl)
- 1999: Kosovo: Mythen, Daten, Fakten = Kosova, gemeinsam mit Karl Kaser und Robert Pichler, Wieser-Verlag, Klagenfurt 1999, ISBN 978-3-85129-304-3
- 2008: Das Kreisky-Prinzip: im Mittelpunkt der Mensch, gemeinsam mit Margaretha Kopeinig, Czernin-Verlag, Wien 2008, ISBN 978-3-7076-0277-7
- 2009: Zielpunkt Europa: von den Schluchten des Balkan und den Mühen der Ebene. Aufsätze – Reden – Kommentare – Interviews – Dokumente, 2001–2009, Wieser-Verlag, Klagenfurt 2009, ISBN 978-3-85129-859-8
- 2010: Die europäische Chance: Neustart nach der Krise, gemeinsam mit Margaretha Kopeinig, Verlag Kremayr & Scheriau, Wien 2010, ISBN 978-3-218-00807-5
- 2010: Bruno Kreisky: die Biografie, Residenz-Verlag, St. Pölten/Salzburg 2010, ISBN 978-3-7017-3189-3
- 2018: Epochenwechsel: unser digital-autoritäres Jahrhundert, Christian Brandstätter Verlag, Wien 2018, ISBN 978-3-7106-0268-9
- 2019: Ich bin der Meinung... – Bruno Kreisky – Sprüche und Widersprüche, mit Illustrationen von Michael Pammesberger, Ueberreuter-Verlag, Wien 2019, ISBN 978-3-8000-7722-9